# Симбиотическая переменная типа Z Андромеды
Симбиотические переменные типа Z Андромеды (Z And, ZAND) — тип симбиотических звёзд (которые, в свою очередь, являются одним из видов катаклизмических переменных), состоящих из тесной двойной системы, в которой горячая звезда ионизирует часть протяженной газовой оболочки, и холодного спутника позднего спектрального класса (M, R, N, или S). Комбинированный спектр системы показывает суперпозицию спектральных линий поглощения и излучения вместе с нерегулярной изменчивостью (до 4m звёздных величин в визуальной области), которые характерны для симбиотических звёзд. 

## Семейство переменных типа Z Андромеды
Переменные типа Z Андромеды очень разнородная группа объектов. В Общем каталоге переменных звезд (ОКПЗ), звёзды типа Z Андромеды являются единственной признанной категорией симбиотических звёзд, так что звезда Z Андромеды официально считается не только прототипом звёзд типа Z Андромеды, но и прототипом симбиотических звёзд. Однако такие звёзды как RR Телескопа, R Водолея, или СН Лебедя имеют уникальные характеристики, которые отличают их в рамках общей симбиотической семьи. В настоящее время известно около 100 переменных типа Z Андромеды.
| Название         | Астрономические координаты     | Тип     | Макс. блеск | Мин. блеск | Спектральный класс |
| ---------------- | ------------------------------ | ------- | ----------- | ---------- | ------------------ |
| EG Андромеды     | 00ч 44м 37,19с +40° 40′ 45,70″ | ZAND    | 7.08        | 7.8        | M2IIIep            |
| AX Персея        | 01ч 36м 22,71с +54° 15′ 2,30″  | ZAND    | 9.4         | 13.6       | M3IIIep+A0         |
| V0832 Кассиопеи  | 01ч 47м 38,53с +60° 41′ 57,20″ | ZAND    | 7.3         | 7.8        | M7IIIab+Be         |
| SS Зайца         | 06ч 04м 59,10с −16° 29′ 4,00″  | ZAND    | 4.82        | 5.06       | A0Veq+M1III        |
| WY Парусов       | 09ч 21м 59,14с −52° 33′ 51,60″ | ZAND    | 8.8         | 10.2       | M3epIb:+B          |
| SY Мухи          | 11ч 32м 10,10с −65° 25′ 11,60″ | ZAND    | 10.2        | 12.7       | M2+e               |
| BI Южного Креста | 12ч 23м 26,00с −62° 38′ 16,00″ | ZAND    | 11.0        | 14.0       | pec                |
| TX Гончих Псов   | 12ч 44м 42,07с +36° 45′ 50,07″ | ZAND    | 9.2         | 11.8       | B1-B9Veq+K0III-M4  |
| V1044 Центавра   | 13ч 16м 1,38с −37° 00′ 10,70″  | ZAND    | 10.7        | 11.7       |                    |
| RW Гидры         | 13ч 34м 18,13с −25° 22′ 48,90″ | ZAND    | 10.0        | 11.2       | M2epIII            |
| AG Дракона       | 16ч 01м 41,01с +66° 48′ 10,10″ | ZAND    | 8.9         | 11.8       | K3IIIep            |
| HK Скорпиона     | 16ч 54м 41,04с −30° 23′ 6,70″  | ZAND    | 13.1        | 15.8       | pec(e)             |
| CL Скорпиона     | 16ч 54м 51,98с −30° 37′ 18,20″ | ZAND    | 11.2        | 13.9       | pec(e)             |
| V0455 Скорпиона  | 17ч 07м 21,88с −34° 05′ 15,30″ | ZAND    | 12.8        | <16.5      | pec(e)+M6          |
| V2523 Змееносца  | 17ч 43м 54,70с −36° 03′ 33,00″ | ZAND    | 10.9        | 12.94      |                    |
| V0916 Скорпиона  | 17ч 43м 54,74с −36° 03′ 32,20″ | ZAND    | 14.0        |            | pec(e)             |
| V2416 Стрельца   | 17ч 57м 16,10с −21° 41′ 29,30″ | ZAND    | 14.6        | <17.6      | M5+pec(e+cont)     |
| V0615 Стрельца   | 18ч 07м 40,00с −36° 06′ 22,00″ | ZAND    | 13.2        | 14.8       | Bep+Me             |
| V2506 Стрельца   | 18ч 11м 1,65с −28° 32′ 37,40″  | ZAND    | 12.0        |            | Mea                |
| V0343 Змеи       | 18ч 12м 22,15с −11° 40′ 7,20″  | ZAND    | 11.7        | 14.9       |                    |
| Y Южной Короны   | 18ч 14м 22,91с −42° 50′ 32,30″ | ZAND    | 12.0        | 13.8       | pec                |
| V2756 Стрельца   | 18ч 14м 34,50с −29° 49′ 23,00″ | ZAND    | 13.2        | 15.2       | M2e+cont           |
| YY Геркулеса     | 18ч 14м 34,21с +20° 59′ 21,00″ | ZAND    | 11.1        | <14.0      | M2ep               |
| V4074 Стрельца   | 18ч 16м 5,55с −30° 51′ 13,40″  | ZAND    | 8.6         | 12.3       |                    |
| V2905 Стрельца   | 18ч 17м 20,30с −28° 09′ 50,00″ | ZAND    | 10.0        | 14.6       | pec(e+cont)        |
| V3804 Стрельца   | 18ч 21м 28,77с −31° 32′ 4,80″  | ZAND    | 11.6        | 13.1       | pec(e+cont)        |
| V0443 Геркулеса  | 18ч 22м 7,85с +23° 27′ 20,00″  | ZAND    | 11.42       | 11.72      | M3ep+O             |
| FR Щита          | 18ч 23м 22,79с −12° 40′ 51,90″ | ZAND    | 11.6        | 12.91      | M2.5epIab+B        |
| V3811 Стрельца   | 18ч 23м 29,95с −21° 53′ 9,60″  | ZAND    | 14.6        | <16.5      | Mea+pec(e)         |
| V3890 Стрельца   | 18ч 30м 43,27с −24° 01′ 8,20″  | ZAND    | 8.4         | 17.2       | pec(e+cont)        |
| V2601 Стрельца   | 18ч 38м 2,08с −22° 41′ 51,60″  | ZAND    | 14.0        | 15.3       | M6e                |
| FN Стрельца      | 18ч 53м 54,78с −18° 59′ 39,90″ | ZAND    | 9.0         | 13.9       | pec(e)             |
| CM Орла          | 19ч 03м 35,12с −03° 03′ 14,30″ | ZAND    | 13.0        | 16.5       | pec(e)             |
| BF Лебедя        | 19ч 23м 53,50с +29° 40′ 29,20″ | ZAND    | 9.3         | 13.4       | Bep+M5III          |
| BF Лебедя        | 19ч 23м 53,50с +29° 40′ 29,20″ | ZAND    | 9.3         | 13.4       | Bep+M5III          |
| QW Стрелы        | 19ч 45м 49,57с +18° 36′ 54,20″ | ZAND    | 12.0        | 13.0       |                    |
| OY Лебедя        | 19ч 54м 43,86с +39° 17′ 57,90″ | ZAND    | 14.8        | 16.2       | M2-M4              |
| LT Дельфина      | 20ч 35м 57,24с +20° 11′ 27,60″ | ZAND    | 13.05       | 14.10      |                    |
| Z Андромеды      | 23ч 33м 39,95с +48° 49′ 5,90″  | ZAND    | 8.0         | 12.4       | M2III+B1eq         |
| V0483 Щита       | 18ч 48м 35,78с −06° 41′ 8,60″  | ZAND    | 14.20       | 16.40      | M3III              |
| V1685 Орла       | 19ч 10м 36,13с +02° 49′ 28,70″ | ZAND    | 15.9        | 17.0       |                    |
| V2428 Лебедя     | 20ч 41м 19,00с +34° 44′ 52,30″ | ZAND    | 14.5        | 16.8       | Me                 |
| DD Микроскопа    | 21ч 00м 6,35с −42° 38′ 44,00″  | ZAND    | 11.0        | 11.7       | M0.3e              |
| V1413 Орла       | 19ч 03м 46,90с +16° 26′ 18,30″ | ZAND+E  | 10.6        | 15.1       |                    |
| AR Павлина       | 18ч 20м 27,90с −66° 04′ 42,90″ | ZAND+EA | 7.4         | 13.6       | B1                 |
| RX Кормы         | 08ч 14м 12,30с −41° 42′ 29″    | ZAND+M  | 9.00        | 14.1       | pec(cont+M5-6e)    |
| CH Лебедя        | 19ч 24м 33,10с +50° 14′ 29,20″ | ZAND+SR | 5.60        | 8.49       | M7IIIab+Be         |

## История изучения
Странные новоподобные спектральные особенности и изменчивость Z Андромеды были обнаружены в 1901 году Вильяминой Флеминг в обсерватории Гарвардского университета. В спектрах звезд типа Z Андромеды наблюдаются яркие линии водорода, гелия, ионизованного гелия и других атомов с очень высоким потенциалом ионизации. В спектрах многих из этих звезд видны также запрещенные линии, характерные для газовых туманностей. В основном звёзды этого типа проводят в состоянии покоя большую часть времени, только иногда показывая изменения яркости малой амплитуды полурегулярного типа. Сама Z Андромеды — переменная спектрального типа М, с периодом колебания яркости около 700 дней, и средней величиной около 11m. Однако на каждом периоде от 10 до 20 лет,  Z Андромеды становится очень активной, яркость увеличивается примерно на 3m. За большими вспышками амплитуды следуют меньшие вспышки с уменьшающейся амплитудой, после чего звезда снова переходит в состояние покоя. Самые яркие зарегистрированные вспышки были в 1939 году, когда видимая звездная величина достигла 7,9 m. Во время вспышки, цвет звезды становится более голубым и спектр становится похожим на спектр оболочек горячих, компактных звёзд B-класса. Так называемый Р Cygni профиль (P Cygni profile) показывает сдвиг линий поглощения в фиолетовую часть спектра, что свидетельствует о расширяющейся оболочке. Через некоторое время доминирующий спектр оболочки медленно затухает, звезда становится краснее, Р Cygni профиль исчезает, оболочка рассеивается, и система возвращается к медленным и полурегулярным изменениям яркости, в спектре появляются линии оксида титана, характерные для красных звезд.

## Теория переменных типа Z Андромеды
Теория звёзд типа Z Андромеды предполагает, что карлик, входящий в систему, наращивает свою массу за счёт звездного ветра, истекающего от красного гиганта. Поскольку система является тесной двойной, то звёздный ветер может быть ключевым компонентом в объяснении и состояния покоя и вспышек. Аккрецирующая материя может создавать аккреционный диск вокруг белого карлика, однако, его существование пока не было подтверждено. Сами системы  типа Z Андромеды в настоящее время активно изучаются и имеют много необъяснённых особенностей. Вспышки, вероятно, производятся голубой звездой, но переменность показывает красная звезда. Движением компонентов друг относительно друга и пульсацией их атмосфер можно пытаться объяснить наблюдаемые изменения яркости и спектра, но многие из основных параметров, такие как массы звёзд, взаимное расположение — неизвестны и не позволяют построить  полную теоретическую модель системы.